# سوئیکودن ۲
بازی  سوئیکودن ۲  (به انگلیسی: Suikoden II، به زبان ژاپنی : 幻想水滸伝II) توسط شرکت "کونامی کامپیوتر اینترتینمنت توکیو" ساخته و توسط شرکت کونامی بر روی پلی استیشن و ویندوز منتشر گردید. ابتدا نسخه ژاپنی بازی بر روی کنسول پلی استیشن در سال ۱۹۹۸ تولید گردید و در سال‌های ۱۹۹۹ و ۲۰۰۰ میلادی نسخه‌های آمریکای شمالی و اروپای این بازی نیز منتشر گردید. نسخه ویندوز این بازی در سال ۲۰۰۰ میلادی برای کشور چین تولید و منتشر گردید.

## داستان بازی
داستان این بازی اقتباسی آزاد از یکی از افسانه‌های چین باستان و براساس رمان نویسنده چینی "شی نای آن"  می‌باشد. ماجراهای این بازی در مورد پسر جوان قهرمان بازی است که به همراه دوستش "جوئی"  و خواهرش "نانامی"  دارای قدرت‌های مقدس "خیر و شر" می‌شوند. در همین زمان جنگی ویرانگر براه افتاده که در طول داستان باعث جدایی این دو دوست قدیمی می‌گردد و ....

## گیم‌پلی

تصویر World Map بازی

این بازی یک نقش آفرینی ژاپنی کلاسیک است. یعنی نقش آفرینی نوبتی که در بعضی از قسمت‌های بازی نبردهای استراتژی نوبتی نیز به بازی اضافه می‌گردند. بازیباز در طول این بازی به شهرهای مختلفی سفر کرده و با اشخاص بسیاری آشنا می‌گردد که در پیشبرد داستان بازی بسیار تأثیرگذار هستند. نبردهای بازی در محیط نقشه بازی (World Map) انجام می‌پذیرد و به صورت تصادفی دشمنان در مقابل شما ظاهر می‌شوند. گروه شما حداکثر می‌تواند شش شخصیت را در هنگام مبارزه‌ها دارا باشد و هر شخصیت این بازی دارای قابلیت‌های ویژه و منحصربه‌فردی هستند. سیستم مبارزه‌ها با هیولاها و دشمنان به صورت نوبتی بوده و دستورهایی مانند : حمله، دفاع، فرار از صحنه مبارزه، دادن رشوه به دشمن برای خاتمه نبرد و ... را دارا می‌باشد. اما بجز نقش آفرینی، این بازی دارای نبردهای استراتژی نیز می‌باشد . نبردهای استراتژی بازی فقط به صورت نوبتی انجام می‌پذیرد و مخصوص مبارزه‌های ارتش شما با ارتش دشمنان است. در این مبارزه‌ها، شما کنترل حرکت گروه‌های مختلفی از ارتش خود را در میدان نبرد پیدا خواهید کرد که باید با استراتژی مناسب به اهداف مورد نیاز نبردها برسید. اهداف هر نبرد توسط شخصیتی به شما گفته خواهد شد که می‌تواند شامل : مقاومت برای مدت محدود، محاصره دشمن، نجات یکی از گروه‌های محاصره شده توسط دشمن، یا ورود به شهر و فتح آن باشد. نکته بسیار جالب این بازی داشتن چهار پایان متفاوت می‌باشد و اگر بازیباز بتواند هر ۱۰۸ شخصیت مورد نیاز را به استخدام در بیاورد می‌تواند پایان اصلی بازی را مشاهده نماید.

## شخصیت‌های بازی
- کاراکترهای اصلی :

1. قهرمان بازی (اسم قهرمان بازی توسط خود بازیباز انتخاب می‌شود)
2. Jowy
3. Nanami

## مشخصات فنی

صحنه‌ای از مبارزه‌های بازی

- گرافیک: گرافیک این بازی متشکل از پس زمینه‌های دو بعدی است. شخصیت‌ها و دشمنان بازی از اسپرایت‌های پرجزییات ساخته شده‌اند.
- صدا و موسیقی: موسیقی و صداهای بکار رفته در این بازی با استفاده از تکنولوژی PCM طراحی و تولید شده‌اند و نسبت به شماره قبلی این بازی از کیفیت بالاتری برخوردارند. موسیقی‌های زیادی در این بازی وجود دارند که بنا به موقعیت داستان بازی یا در شهرهای گوناگون، تنوع زیادی دارند. سازنده موسیقی‌های این بازی "میکی هیگاشینو" [۹] می‌باشد. :[۱۰]
- امتیاز کلی : میانگین رنکینگ نسخه‌های مختلف این بازی ۸۰٫۲۴ می‌باشد :[۱۱]